# 绿斑蜂鸟
，是雨燕目蜂鸟科的一种鸟类，是绿斑蜂鳥屬（学名：Talaphorus）的唯一一种。
绿斑蜂鸟体重约4.6克，翼长约56.1毫米，嘴峰长约19.6毫米，喙宽度约2.4毫米，喙厚度约2毫米，跗蹠长约5.9毫米，尾长约35.2毫米。绿斑蜂鸟在其分布区内为留鸟，其栖息在密集的灌木丛中，食性为草食性，主要食物来源是植物的花蜜。
绿斑蜂鸟分布于哥伦比亚极东南部至厄瓜多尔东部、秘鲁东北部和巴西西北部。该物种是单型物种，没有亚种分化。